# Christian Trull

Generalmajor Christian Trull (Dezember 2006)

Christian Trull (* 4. Dezember 1946 in Göttingen) ist ein Generalmajor a. D. der Bundeswehr.

## Leben
Christian Trull, Sohn eines Offiziers, trat am 1. Oktober 1966 als Offizieranwärter in die Panzertruppe der Bundeswehr ein. Von 1966 bis 1969 wurde er im Panzerbataillon 183 in Boostedt zum Offizier ausgebildet. Von 1969 bis 1974 diente er als Zugführeroffizier und Truppenfernmeldeoffizier im Panzerbataillon 84 in Lüneburg, wo er anschließend bis 1978 als Kompaniechef einer Panzerkompanie eingesetzt war.
Von 1978 bis 1980 absolvierte er den Generalstabslehrgang an der Führungsakademie der Bundeswehr in Hamburg.
Von 1980 bis 1983 diente Trull als G2 im Stab der 11. Panzergrenadierdivision in Oldenburg, woran sich der Lehrgang am Staff College in Camberley/Großbritannien anschloss. Von 1984 bis 1986 war er stellvertretender Militärattaché in London. Nun folgte eine Führungsverwendung als Kommandeur des Panzerbataillons 154 in Westerburg von 1986 bis 1988. Dem schloss sich die ministerielle Verwendung im Bundesministerium der Verteidigung (Führungsstab der Streitkräfte II) in Bonn an.
Von 1990 bis 1992 diente Trull im deutschen Anteil Hauptquartier AFCENT in Brunssum in den Niederlanden und von 1992 bis 1995 als Chef des Stabes im WBK VIII bzw. der 14. Panzergrenadierdivision in Neubrandenburg unter dem damaligen Generalmajor und späteren Generalinspekteur Hans-Peter von Kirchbach.
Er durchlief fortan eine Vielzahl von höheren Führungsverwendungen, so war er unter anderem als Oberst vom 1. Oktober 1995 bis 1999 Kommandeur der Panzerbrigade 18 „Holstein“ in Neumünster, während dieser Verwendung erfolgte die Ernennung zum Brigadegeneral. Im Anschluss daran wurde er General der Panzertruppen und Kommandeur der Panzertruppenschule in Munster. Am 1. September 2002 übernahm er das Kommando über die 14. Panzergrenadierdivision in Neubrandenburg und wurde zum Generalmajor ernannt. 2004 absolvierte er einen sechsmonatigen Auslandseinsatz als stellvertretender Kommandeur der International Security Assistance Force (ISAF) in Kabul. Bevor er zum 1. Januar 2008 in den Ruhestand trat, war Trull ab 13. Januar 2005 stellvertretender Befehlshaber des Heeresführungskommandos in Koblenz. In dieser Funktion führte er auch den deutschen Anteil (DtA) der Deutsch-Französischen Brigade.
Im Juli 2017 vermittelte er der Öffentlichkeit seine Einstellung zu dem von der seinerzeitigen Verteidigungsministerin Ursula von der Leyen ausgesprochenen Haltungsproblem der Bundeswehr in einem Interview mit Martin Eich.

## Video
- Kommandoübergabe 2005 als Divisionskommandeur

## Veröffentlichungen
- Christian Trull: Bildet die Bundeswehr zur Kriegstüchtigkeit aus? In: Das schwarze Barett. Nr. 37. Freundeskreis Offiziere der Panzertruppe e. V., Munster 2015 (panzertruppe.com [PDF; 447 kB; abgerufen am 2. Februar 2019]).